# 泰始 (刘宋)
泰始（465年十二月—471年十二月）是南朝宋太宗明皇帝刘彧的年號，共6年。

## 纪年
| 泰始 | 元年  | 二年  | 三年  | 四年  | 五年  | 六年  | 七年  |
| ---- | ----- | ----- | ----- | ----- | ----- | ----- | ----- |
| 公元 | 465年 | 466年 | 467年 | 468年 | 469年 | 470年 | 471年 |
| 干支 | 乙巳  | 丙午  | 丁未  | 戊申  | 己酉  | 庚戌  | 辛亥  |

## 參看
- 中国年号索引
  - 其他使用泰始年號的政權
- 同期存在的其他政权年号
  - 義嘉（466年正月—八月）：南朝宋晉安王劉子勛的年号
  - 和平（460年正月-465年十二月）：北魏政权北魏文成帝拓跋濬年号
  - 天安（466年正月-467年八月）：北魏政权北魏獻文帝拓跋弘年号
  - 皇興（467年八月-471年八月）：北魏政权北魏獻文帝拓跋弘年号
  - 聖君（471年）：北魏時期領導司馬小君年号
  - 延興（471年八月-476年六月）：北魏政权北魏孝文帝拓跋宏年号
  - 永康（464年-484年）：柔然政权受罗部真可汗予成年号